# Буди-Вельґолеські
Буди-Вельґолеські (пол. Budy Wielgoleskie) — село в Польщі, у гміні Лятович Мінського повіту Мазовецького воєводства.
Населення — 330 осіб (2011).

## Демографія
Демографічна структура станом на 31 березня 2011 року:
|          | Загалом | Допрацездатний вік | Працездатний вік | Постпрацездатний вік |
| -------- | ------- | ------------------ | ---------------- | -------------------- |
| Чоловіки | 169     | 39                 | 116              | 14                   |
| Жінки    | 161     | 33                 | 90               | 38                   |
| Разом    | 330     | 72                 | 206              | 52                   |